# Eugnathogobius polylepis
Eugnathogobius polylepis är en fiskart som först beskrevs av Wu och Ni, 1985.  Eugnathogobius polylepis ingår i släktet Eugnathogobius och familjen smörbultsfiskar. Inga underarter finns listade i Catalogue of Life.